# Lettres Ombrées Ornées
Lettres Ombrées Ornées is een historisch display-lettertype dat zich kenmerkt door de grote lettervormen die doen denken aan chocoladeletters of letters op uithangborden van een circus. Het lettertype bestaat enkel uit hoofdletters en leent zich dan ook uitsluitend voor displaydoeleinden. 'Ombrées' betekent geschaduwd: de lettervormen hebben een driedimensionaal uiterlijk. 'Ornées' betekent versierd: de letters zijn met veel blad-achtige krullen gedecoreerd.
Het lettertype is al in 1820 gegoten door een Franse lettergieterij, de Fonderie J. Gillé. In de 20e eeuw heeft lettergieterij Deberny & Peignot de licentie verworven. Het lettertype werd in 2002 gedigitaliseerd door de Duitser Dieter Steffmann uit Kreuztal.